# Roccacasale

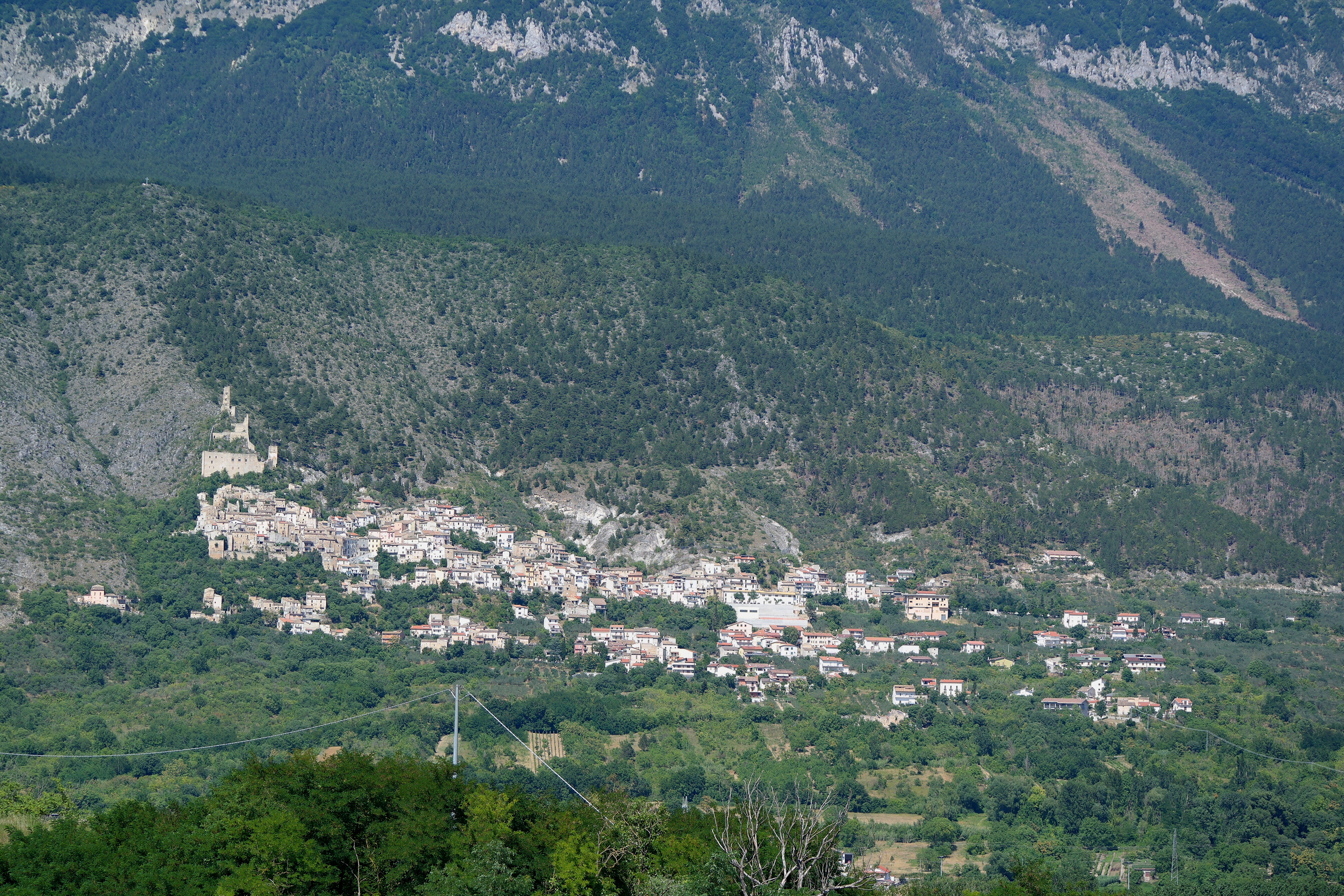
Roccacasale mit der Ruine des Castello De Sanctis (links)

Roccacasale ist eine italienische Gemeinde (comune) mit 588 Einwohnern (Stand 31. Dezember 2023) in der Provinz L’Aquila, Abruzzen. Die Gemeinde liegt etwa 48 Kilometer südöstlich von L’Aquila am Nationalpark Majella, gehört zur Comunità montana Peligna und grenzt unmittelbar an die Provinz Pescara.

## Verkehr
Durch die Gemeinde führt die Strada Statale 17 dell'Appennino Abruzzese e Appulo Sannitica von Antrodoco nach Foggia. Hier geht die frühere Strada Statale 5dir Via Tiburtina Valeria (heute eine Regionalstraße) nach Raiano ab.